# PAE加基拉
AOK加基拉（AOK Kerkyra）是希臘的一家足球俱樂部。主場位於克爾基拉島。參加希臘足球超級聯賽的賽事。

## 外部連結
- （希腊文） Official Website（页面存档备份，存于）
- （希腊文） Fans' website（页面存档备份，存于）
- （希腊文） Vourligans' website
- （英文） Kerkyra's page at transfermarkt.de（页面存档备份，存于）